# Источно кинеско море
Источно кинеско море је део Тихог океана, и има површину од 1.249.000 km². У Кини га зову Источно море, а у Кореји Јужно море, мада се то име чешће користи само за део јужно од Кореје.
Налази се између острва Кјушу и Рјукју на истоку, Тајвана на југу, те Кине на западу. Са Јужним кинеским морем је повезано преко Тајванског пролаза, са Јапанским морем преко Корејског пролаза, а на северу долази у додир са Жутим морем. Земље које излазе на њега су Тајван, Јапан, Кина и Јужна Кореја. Највећа река која излази на њега је Јангцекјанг.
Већина Источног кинеског мора је плитка, са скоро три четвртине дубине мање од 200 m (660 ft), а просечна дубина му је 350 m (1.150 ft), док је максимална дубина, достигнута у кориту Окинаве, 2.716 m (8.911 ft).

## Географија
Источно кинеско море је рукавац Тихог океана и покрива површину од отприлике 770.000 km2 (300.000 sq mi). На истоку је омеђено са Кјушу и јапанским Рјуку острвима, на југу Јужним кинеским морем, а на западу азијским континентом. Повезује се са Јапанским морем преко Корејског мореуза; отвара се на северу до Жутог мора.

## Номенклатура
Ово море се на кинеском зове Источно море (東海; Dōng Hǎi) и једно је од Четири мора кинеске књижевности. Постоје још три мора, по једно за сваки од четири кардинална правца.

## Историја

### Лов на китове
Амерички китоловци крстарили су у потрази за правим китовима у овом мору између 1849. и 1892. године.

### ЕЕЗ спорови
Постоје спорови између Кине (НР Кине), Јапана, Тајвана и Јужне Кореје око обима њихових ексклузивних економских зона (ЕЕЗ).
Спор између НР Кине и Јапана тиче се различите примене Конвенције Уједињених нација о праву мора (UNCLOS) из 1982. године, коју су обе земље ратификовале. Кина и Јапан полажу право на ЕЕЗ од 200 наутичких миља, али ширина Источног кинеског мора износи само 360 наутичких миља. Кина је предложила примену UNCLOS-а, с обзиром на природно продужење њеног епиконтиненталног појаса, залажући се да се ЕЕЗ протеже све до корита Окинаве. Њено Министарство спољних послова је саопштило да се „природно продужење епиконтиненталног појаса Кине у Источном кинеском мору протеже до корита Окинаве и преко 200 наутичких миља од полазних линија од којих се мери ширина територијалног мора Кине“, који је применљив на релевантне одредбе UNCLOS-а које подржавају кинеско право на природни праг. Кина је 2012. поднела УН-у поднесак према UNCLOS-у у вези са спољним границама епиконтиненталног појаса. Међутим, Јапан тврди да је део ове територије око 40.000 квадратних километара њихова сопствена ЕЕЗ јер се налази у кругу од 200 наутичких миља (370 km) од његове обале, и стога је предложио поделу ЕЕЗ на средњој линији.
Године 1995, Народна Република Кина (НРК) открила је подморско поље природног гаса у Источном кинеском мору, односно гасно поље Чунсјао, које се налази унутар кинеске ЕЕЗ, док Јапан верује да је повезано са другим могућим резервама изван средње линије. Јапан се успротивио развоју ресурса природног гаса НРК у Источном кинеском мору у близини области где се преклапају ексклузивне економске зоне (ЕЕЗ) две земље. Конкретан спорни развој догађаја је бушење НРК-а у гасном пољу Чунсјао, које се налази у неспорним областима на кинеској страни, три или четири миље (6 km) западно од средње линије коју је предложио Јапан. Јапан тврди да иако су бушотине на гасном пољу Чунсјао на страни НР Кине од средње линије коју Токио сматра морском границом две стране, оне могу да дођу до поља које се протеже испод земље у спорној области. Јапан стога тражи удео у ресурсима природног гаса. Процењује се да гасна поља у области Сиху Саг у Источном кинеском мору (Цанксјуе, Баојунтинг, Чунсјао, Дуанћао, Вујунтинг и Тјенвајтјен) садрже доказане резерве од 364 BCF природног гаса. Комерцијалне операције су почеле 2006. У јуну 2008. обе стране су се сложиле да заједнички развију гасна поља Чунсјао, али никада нису успеле да се договоре о томе како да спроведу план.
Рунде спорова око власништва острва у Источном кинеском мору изазвале су званичне и цивилне протесте између Кине и Јапана.

### Морнарица Народне Републике Кине (НРК)
У својој сфери поморских операција дуж свог приобаља (у Источном и Јужном кинеском мору), Кина данас поседује више поморских бродова од бродова Америчке морнарице. Амерички председници Барак Обама и Доналд Трамп дали су приоритет америчким поморским операцијама, под Индо-пацифичком командом САД, да прошире своју сферу утицаја у Тихом океану, да се супротставе растућој снази Кине и да буду спремни за све непредвиђене изазове у будућност.

## Источно кинеско море у астрономији
Могуће је да је Источно кинеско море (Донгхај на кинеском) представљено звездом Ета Серпентис у астеризму Леви зид, ограђено окружење Небеског тржишта (погледајте кинеско сазвежђе).